# Guanahani
Guanahani var de indfødtes navn til den ø, som Columbus døbte San Salvador, da han ankom til Amerika for første gang. Columbus nåede frem til øen den 12. oktober 1492. Guanahani er en af øerne i Lucayan-øgruppen i Bahamas, men det er omstridt præcis hvilken ø, der var tale om. Problemet bliver måske aldrig løst, da Columbus originale logbog har været forsvundet i århundreder, og det eneste bevis er det redigerede sammendrag, som Bartolomé de las Casas skrev.
San Salvador betyder den "hellige frelser".
| Historie | Spire Denne historieartikel er en spire som bør udbygges. Du er velkommen til at hjælpe Wikipedia ved at udvide den. |

24°03′N 74°30′V / 24.05°N 74.5°V